# Copperbelt

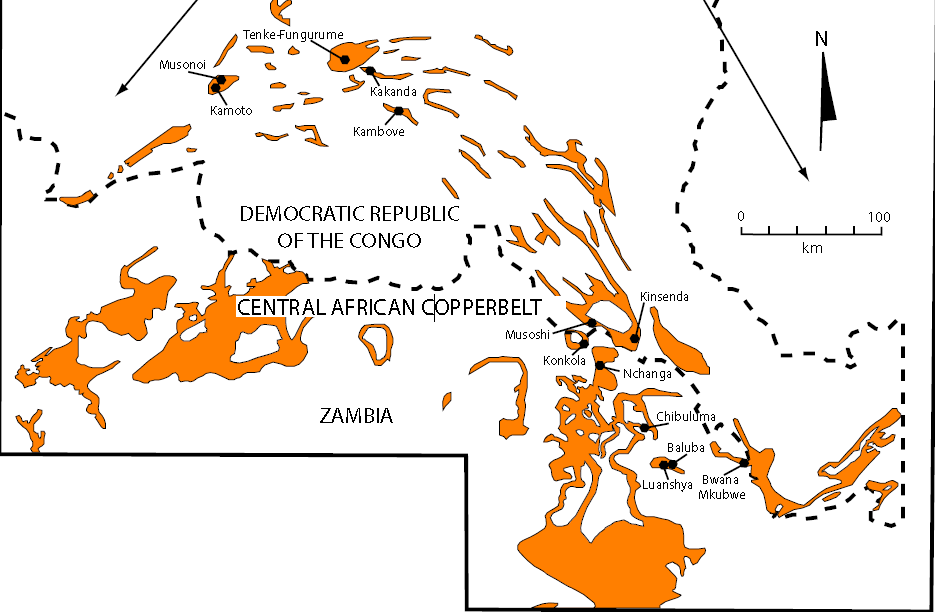
Geographische Lage des Copperbelt

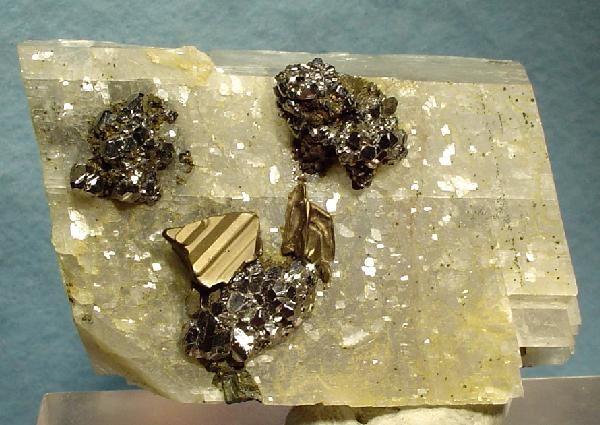
Carrollit (silbrig) und Chalkopyrit (messinggelb) auf Calcit (weiß) aus Katanga, Demokratische Republik Kongo (Größe: 5,3 cm × 3,8 cm × 3,0 cm)

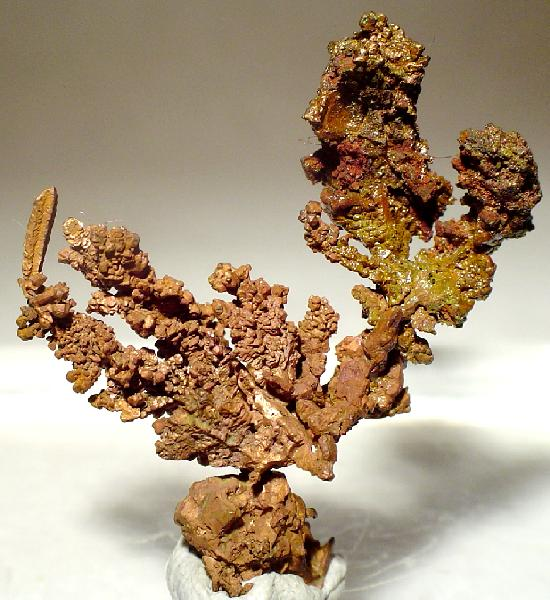
Gediegenes Kupfer aus dem Copperbelt (Größe: 3,1 cm × 2,9 cm × 1,1 cm)

Der Copperbelt (deutsch Kupfergürtel) ist eine montanwirtschaftlich geprägte Industrieregion in Sambia und der Demokratischen Republik Kongo. Er ist das bedeutendste Kupferbergbaugebiet in Afrika und das größte Industriegebiet in Subsahara-Afrika außerhalb Südafrikas. Neben Kupfer werden auch Cobalt und weitere Metalle gewonnen.

## Geographie
Der Copperbelt zeichnet sich durch das Vorkommen von Kupfererzen aus. Er liegt auf einer Hochebene am östlichen Ende der Lundaschwelle etwa 1200 bis 1300 Meter über dem Meeresspiegel. Er liegt im Zentrum Sambias und im Südosten der Demokratischen Republik Kongo und ist ein etwa 800 Kilometer langes und 250 Kilometer breites Gebiet, das von Luanshya im Südosten bis nördlich von Kolwezi im Nordwesten reicht. Der sambische Teil gehört überwiegend zur Provinz Copperbelt, der kongolesische Teil zur ehemaligen Provinz Katanga. Dieser Teil reicht weit in sambisches Staatsgebiet hinein.
Wichtige Städte im sambischen Teil sind Ndola, Kitwe, Chingola, Luanshya und Mufulira, die zu den zehn größten sambischen Städten zählen. Bedeutende Verkehrswege sind hier die Eisenbahnstrecke zwischen Lusaka und Lubumbashi einschließlich abzweigender Nebenstrecken sowie die Fernstraßen T3 sowie T4.
Die größte kongolesische Stadt im Copperbelt ist Lubumbashi, welche die zweitgrößte Stadt des Landes darstellt. Der Teil nördlich von Lubumbashi ist nicht so stark durch den Kupferbergbau bestimmt und wird gelegentlich nicht zum Copperbelt gezählt.

## Bedeutung
Mehr als ein Zehntel der weltweiten Kupfervorkommen befinden sich im Copperbelt. Sambia erzielte 1988 über 90 Prozent seiner Außenhandelserlöse durch den Export von Kupfer, die Demokratische Republik Kongo bis zu 40 Prozent. Die DR Kongo ist Weltmarktführer bei der Gewinnung von Cobalt. Rund 53 Prozent des weltweit exportierten Cobalts stammten 2006 aus dem Copperbelt, davon fast drei Viertel aus der DR Kongo.

## Geologie
Die Kupfererze lagern in späten präkambrischen Sedimenten. Es handelt sich um bis zu zwölf Meter dicke Erzhorizonte in Abfolgen von Sandstein, Konglomeraten, bituminösen Tonschiefern und Dolomiten eingelagert. Sie gehören dem Unteren Roan der Shaba-Formation an. Teilweise kommt das Kupfer auch gediegen vor.
Der Copperbelt ist Bestandteil des Lufilian-Bogens.
Vor ca. 880 Millionen Jahren setzte intrakontinentales Rifting ein, das vom Magmatismus begleitet war. Die durch aulakogene, nicht zu ozeanische Spreizungen führende und relativ flache Grabenbrüche entstandenen Becken füllten sich mit Meereswasser und nahmen 5 bis 10 km dicke Sedimentschichten auf, die als Katanga Supergroup bezeichnet werden. Als Sedimentquelle dienten die umliegenden Terrane und Orogene, insbesondere der noch zusammenhängende Kongo-São Francisco Kraton.
Die  Katanga Supergroup wird standardmäßig in drei lithostratigraphische Gruppen und mehrere Untergruppen unterteilt. Die Gruppen entsprechen den jeweiligen Grabenbrüchen, während die Untergruppen weitere, in den Grabenbrüchen entstandene Becken darstellen. Die unterste bildet die 880 mya alte Roan-Gruppe, die ein Kontinentaldrift mit fluviatilen (Fluss) und lakrustinen (Binnensee) Sedimenten darstellt. Die Nguba-Gruppe folgte ab 765 mya und war ein proto-ozeanisches Rift, ähnlich dem Afar-Dreieck/Roten Meer. Ab 650 mya lagerte sich die Kundelungu-Gruppe ab, die einer epikontinentalen Lagune entsprach.
Die Erze waren wahrscheinlich in hydrothermalen, metallhaltigen Flüssigkeiten enthalten, die sich wiederum aus Solen während der Beckenbildungen und tektonischen Vorgängen entwickelten. Die Ausbreitung der Metallfluide erfolgte entlang der Hauptschubzonen und anderer struktureller Diskontinuitäten wie Verwerfungen, Brekzien oder Karste. In diesen Bereichen schieden sich die Erze bevorzugt in Form des Minerals Chalkopyrit aus, dessen Kupfergehalt bis etwa 34 % betragen kann.
Die Erzvorkommen in dem etwa 600 bis 800 km langen kongolesischen Katanga-Copperbelt entwickelten sich in karbonatreichen Metasedimentgesteinen eines ursprünglichen Evaporitmilieus mit häufigen Meerwassertransgressionen und Regressionen. Lithostratigraphisch gehören sie zu den drei oberen Untergruppen Mines (R2), Dipeta (R3) und Mwashya (R4) der Roan-Gruppe sowie zur basalen Schicht der Nguba-Gruppe. Bedeutende Minen sind Lonshi im Süden, Shinkolobwe in der Mitte und Tenke-Fungurume im Norden.
Im sambischen Copperbelt, der etwa 160 km lang ist und parallel zum unteren Bereich des Katanga-Copperbelt verläuft, entstanden die Erzvorkommen im siliziklastischen Lagen eines Riftbeckens ohne Evaporitbedingungen. Lithostratigraphisch liegen sie in der obersten Schicht der Nkana-Mindola-Formation und dem Copperbelt Orebody Member. Letztere bildet die unterste Lage in der Kitwe-Formation der Unteren Roan-Untergruppe in der für Sambia speziellen Lithographiefolge. Diese sind stratigraphisch vergleichbar mit den Subgruppen R.A.T. (R1) und der Mines (R2) der Roan-Gruppe des Katanga-Copperbelt. Ergiebige Minen liegen um Luanshya im Süden, Kitwe in der Mitte und Chingola im Norden.

## Geschichte

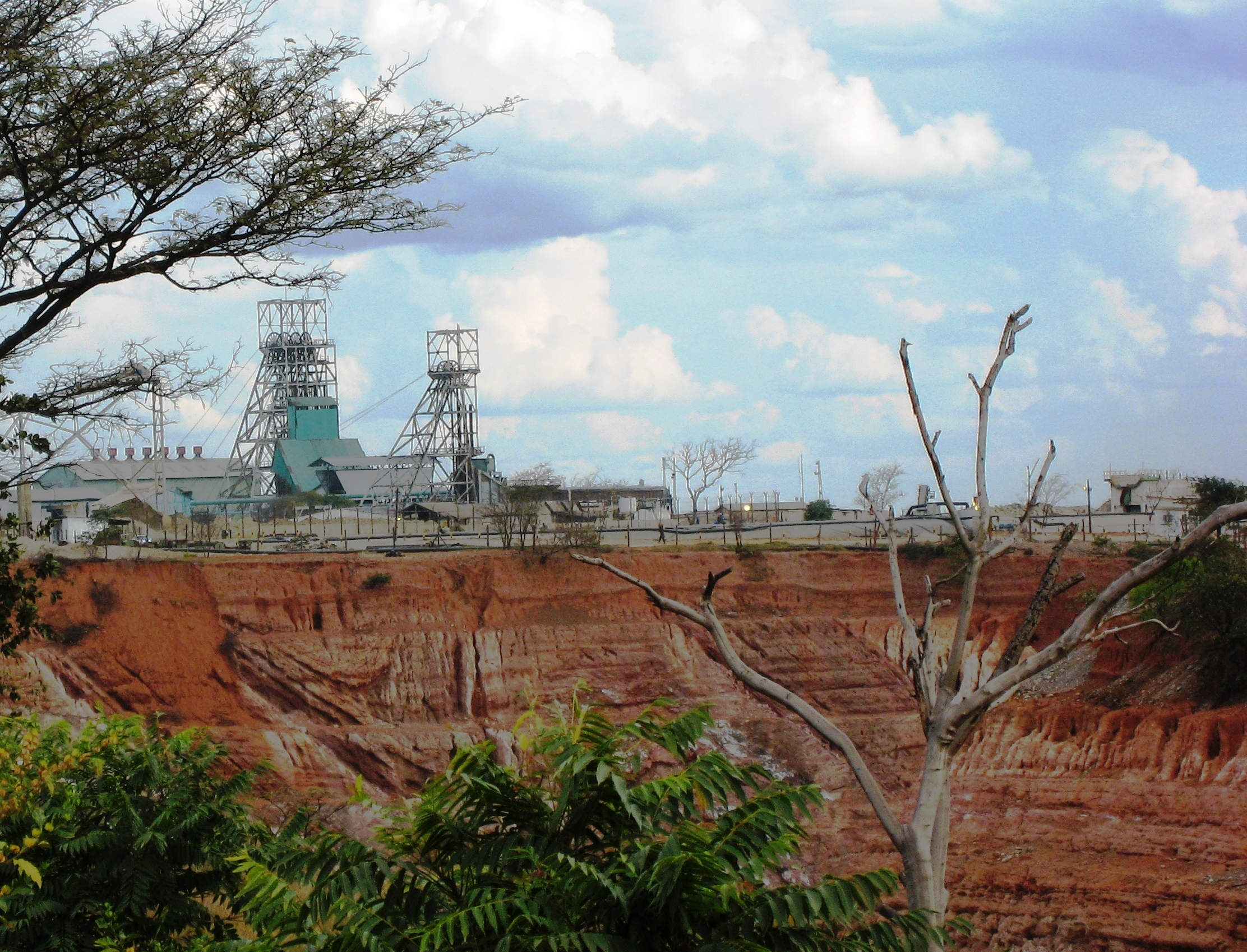
Tagebaurestloch und Fördertürme eines Bergwerks der ZCCM bei Kitwe

Die afrikanischen Einwohner im Gebiet des heutigen Copperbelts verfügten schon seit Jahrhunderten über die Fähigkeit, Kupfer aus den Erzen zu gewinnen und mit den daraus gefertigten Gütern Handel zu betreiben.
Mit den belgischen Geologen Jules Cornet gelangten durch seine Expedition im Jahre 1892 die ersten umfassenden Kenntnisse über den mineralischen Reichtum der Region Katanga nach Europa. Das Wissen um den hier vorherrschenden Rohstoffreichtum entwickelte sich zu einem politischen Konflikt zwischen Belgien und England, der 1894 zur Aufteilung der Kupferregion zwischen beiden Mächten führte. Es folgten weitere Expeditionen zwischen 1899 und 1902 mit weiteren Erkenntnissen über die gewaltigen Rohstofflagerstätten. Die geographische Aufteilung des Kupfergürtels in ein britisches und belgisches Interessensgebiet ist ein Ergebnis der Kolonialzeit.
1895 stellte der US-Amerikaner Frederick Russell Burnham im Rahmen einer Expedition fest, dass es in dem Gebiet große Kupfervorkommen geben müsse. Damals gehörte der Nordteil des Copperbelt zum Kolonialgebiet von Belgien, der Südteil zu dem des Vereinigten Königreichs. Die British South Africa Company übernahm die Ausbeutung dieser Vorkommen im südlichen Teil.
Unter anderem entstanden hier im ersten Drittel des 20. Jahrhunderts Eisenbahnstrecken, die ein Verschiffen der Kupferbergbauprodukte von afrikanischen Häfen am Atlantischen und Indischen Ozean zu weiteren Abnehmern ermöglichten. Ein Anstieg der europäischen Bergbauaktivitäten in dieser Region ist seit dem Jahr 1910 zu verzeichnen. Dieser Zeitpunkt steht mit der Entwicklung des Schienenverkehrs im Zusammenhang, als die Eisenbahnstrecke vom Süden aus über Ndola schließlich Élisabethville (Lubumbashi) und nahe dieser Stadt das Bergwerk Étoile du Congo (deutsch: „Stern des Kongo“) erreichte. Von Beginn an war der Kupferbergbau als Monopol organisiert, da die 1906 gegründete und durch belgisches Kapital beherrschte Bergbaugesellschaft Union Minière du Haut Katanga (UMHK) die hiesige Rohstofferkundung und den Abbau singulär dominierte. Ihre Bergbaurechte hatte sie bis 1990 verliehen bekommen und diese umfassten ein Areal über 20.000 Quadratkilometer mit allen damals bekannten Kupfervorkommen. Bis 1967 konnte die UMHK machtvollen Imperium aufbauen, das sich zusätzlich über ein weiteres 14.000 Quadratkilometer großes Konzessionsgebiet für den Zinnabbau und auf Nutzungsrechte zum Abbau von Kalkstein und Kohle sowie auf die Nutzung der Wasserkraft erstreckte. Der Beginn des europäischen Bergbaus im Kupfergürtel ist eng mit dem 1908 begründeten Tagebau Étoile du Congo verbunden. Im Jahre 1911 begann die Kupferverhüttung in Élisabethville. In den 1920er Jahren nahmen an anderen Orten der Region weitere Bergbauaktivitäten zu, so ab 1926 bei Kipushi. In Likasi-Panda entstanden zwischen 1921 und 1928 für den nahen Bergbau zusätzliche Verhüttungsanlagen. Die Weltwirtschaftskrise beendete auch hier den rasanten Anstieg der montanwirtschaftlichen Entwicklung, der sich erst ab 1935 erholte. So kam es 1937 in Kolwezi zur bedeutsamen Entwicklung des Kupferbergbaus. Durch den Materialbedarf der Kriegswirtschaft stieg um 1940 die Nachfrage nach Germanium, Cadmium, Cobalt und Kupfer aus diesen Lagerstätten auf Höchstwerte an.
Innerhalb des damaligen Belgisch-Kongo entstand eine Bahnstrecke nach Kalemie am Tanganjika-See. Von 1960 bis 1963 war das damalige Katanga nach einem Sezessionskrieg faktisch unabhängig. In den 1960er Jahren wurden in Sambia rund 750.000 Tonnen Kupfer gewonnen. Von 1971 bis 1999 hieß die DR Kongo Zaïre; die Provinz Katanga wurde Shaba genannt.
Die Benguelabahn nach Lobito am Atlantik war durch den angolanischen Bürgerkrieg zerstört, die Verbindung nach Beira am Indischen Ozean konnte wegen des Boykotts des damaligen Minderheitenregimes in Rhodesien ebenfalls nicht genutzt werden. 1976 wurde die TAZARA als Verbindung des Copperbelts mit dem Hafen Daressalam eröffnet.
Der Verfall der Kupferpreise auf dem Weltmarkt ab 1974 und besonders ab Ende der 1990er Jahre traf den Copperbelt besonders hart. 2000 betrug die Fördermenge in Sambia nur noch 256.900 Tonnen Kupfer. Zusätzlich schaffte die einseitige Abhängigkeit vom Kupferbergbau schwerwiegende Umweltprobleme. So werden beim Raffinieren der Kupfererze große Mengen an Arsenverbindungen und Kohlenmonoxid frei. Auch wurde die Landschaft durch den Tagebau großflächig zerstört. Die Siedlungsentwicklung wurde von den Interessen der Bergbaukonzerne bestimmt, so dass großflächige, städtische Ortschaften ohne ausreichende Infrastruktur entstanden.
Von 2003 bis 2007 vervierfachte sich der Kupferpreis, so dass die Fördermenge zunahm. 2006 wurden in Sambia 497.000 Tonnen Kupfer gewonnen. 2009 wurde mit der Lumwana Mine westlich von Solwezi, bei Chisasa, die größte sambische Kupfermine durch den Betreiber Barrick Gold in Betrieb genommen. In diesem Zusammenhang ist eine neue Eisenbahnstrecke geplant, die von Chingola in Richtung Angola projektierte North-Western Railway Line.